# Château d'eau de Mariemont
Le château d'eau de Mariemont, construit en 1867, se trouve dans le domaine royal de Mariemont en Belgique. C'est un château d'eau désaffecté à l'usage des jardins du domaine.

## Architecture
Édifice rare, établi sur le modèle-type le plus ancien : haute base en briques, cylindrique et légèrement talutée, portant une cuve à ciel ouvert.